# Nati nel 1610
| Questa pagina contiene informazioni ricavate automaticamente dalle voci biografiche con l'ausilio del template Bio e di un bot. L'aggiornamento è periodico e automatico e ricostruisce completamente la pagina. Se manca una persona in questa lista, sei pregato di non aggiungerla, ma accertati piuttosto che la sua voce biografica contenga il template Bio e che i dati anagrafici siano correttamente compilati. Se il template Bio manca, inseriscilo tu stesso o, in alternativa, metti l'avviso {{tmp\|Bio}} che ne segnala la mancanza. Se i dati riportati sono sbagliati, correggi direttamente la voce biografica; le modifiche saranno visibili in questa lista entro pochi giorni. Per chiarimenti vedi il progetto biografie. La lista contiene solo le 107 persone che sono citate nell'enciclopedia e per le quali è stato implementato correttamente il template Bio. Pagina aggiornata al 18 giu 2025. |

## Gennaio(3)
- 10 gennaio - Philip Fruytiers, pittore e incisore fiammingo († 1666)
- 13 gennaio - Maria Anna d'Asburgo († 1665)
- 14 gennaio - Sidney Godolphin, poeta e politico britannico († 1643)

## Febbraio(3)
- 5 febbraio - Giovanni Antonio I di Eggenberg, nobile, politico e diplomatico austriaco († 1649)
- 10 febbraio - Matteo Orlando, vescovo cattolico italiano († 1695)
- 11 febbraio - Giuseppe Battista, poeta italiano († 1675)

## Marzo(2)
- 4 marzo - William Dobson, pittore inglese († 1646)
- 14 marzo - Simone Luigi di Lippe-Detmold, nobile tedesco († 1636)

## Aprile(2)
- 22 aprile - Papa Alessandro VIII, papa, vescovo cattolico e cardinale italiano († 1691)
- 24 aprile - Johann Marquart, giurista tedesco († 1668)

## Maggio(2)
- 18 maggio - Stefano della Bella, incisore italiano († 1664)
- 22 maggio - Francesco Alberti Poja, vescovo cattolico italiano († 1689)

## Giugno(1)
- 17 giugno - Brigida Morello, religiosa italiana († 1679)

## Luglio(6)
- 2 luglio - Francis Browne, III visconte Montagu, nobile inglese († 1682)
- 4 luglio - Giovanni Battista Casoni, pittore italiano († 1686)
- 6 luglio - Thomas Rainsborough, politico e militare britannico († 1648)
- 14 luglio - Ferdinando II de' Medici, sovrano italiano († 1670)
- 16 luglio - Dionisio Bellante, violinista e compositore italiano († 1685)
- 17 luglio - Elizabeth Stewart, nobildonna scozzese († 1673)

## Settembre(6)
- 2 settembre - Adam Lenckhardt, scultore tedesco († 1661)
- 4 settembre - Giovanni Andrea Sirani, pittore e incisore italiano († 1670)
- 6 settembre - Francesco I d'Este, nobile italiano († 1658)
- 10 settembre - Georg Marcgrave, astronomo, naturalista e cartografo tedesco († 1644)
- 14 settembre - Carlo Cerri, cardinale e vescovo cattolico italiano († 1690)
- 21 settembre - Vettor Grimani Calergi, nobiluomo e criminale italiano († 1665)

## Ottobre(9)
- 3 ottobre - Gabriele Lalemant, gesuita e missionario francese († 1649)
- 4 ottobre - Eustachio Divini, ottico e astronomo italiano († 1685)
- 6 ottobre - Angelo Maria Ciria, arcivescovo cattolico italiano († 1656)
- 6 ottobre - Jean-Pierre Médaille, presbitero francese († 1669)
- 6 ottobre - Charles de Sainte-Maure, letterato francese († 1690)
- 7 ottobre - Giovan Battista Nicolosi, presbitero, geografo e cartografo italiano († 1670)
- 13 ottobre - Giacomo de Angelis, cardinale e arcivescovo cattolico italiano († 1695)
- 19 ottobre - James Butler, I duca di Ormonde, generale britannico († 1688)
- 28 ottobre - Jacob Kettler, duca († 1682)

## Novembre(3)
- 8 novembre - Pietro Vidoni, cardinale e vescovo cattolico italiano († 1681)
- 21 novembre - Giovanni Francesco Marcorelli, compositore e organista italiano († 1651)
- 22 novembre - Maria Elisabetta di Sassonia, principessa tedesca († 1684)

## Dicembre(7)
- 9 dicembre - Baldassarre Ferri, cantante castrato italiano († 1680)
- 10 dicembre - Adriaen van Ostade, pittore e incisore olandese († 1685)
- 15 dicembre - David Teniers il Giovane, pittore fiammingo († 1690)
- 18 dicembre - Charles du Fresne, sieur du Cange, storico, linguista e filologo francese († 1688)
- 21 dicembre - Lucrezia Dondi dall'Orologio Obizzi, nobile italiana († 1654)
- 25 dicembre - Charles Howard, III conte di Nottingham, nobile inglese († 1681)
- 28 dicembre - Basilio di Ostrog, vescovo ortodosso e santo serbo († 1671)

## Senza giorno specificato(63)
- Samuele Aboab, rabbino italiano († 1694)
- Adam Adami, vescovo cattolico tedesco († 1663)
- Sybrand van Beest, pittore e disegnatore olandese († 1674)
- Wojciech Bobowski, musicista, poeta e pittore polacco († 1675)
- Matteo Borbone, pittore italiano († 1689)
- Giovanni Artusi Canale, scultore italiano († 1676)
- Anna Carafa della Stadera, nobildonna italiana († 1644)
- Francesco Carducci, vescovo cattolico e letterato italiano († 1654)
- Louis Nicolas de Clerville, architetto francese († 1677)
- Andrea Costaguta, religioso e architetto italiano († 1670)
- Maria Cunitz, astronoma e matematica tedesca († 1664)
- Andrea De Lione, pittore italiano († 1685)
- Pietro del Pò, pittore e incisore italiano († 1692)
- Gregory Dexter, politico statunitense († 1700)
- Robert Dormer, I conte di Carnarvon, militare inglese († 1643)
- Henry Du Mont, musicista e compositore belga († 1684)
- Abraham Duquesne, ammiraglio francese († 1688)
- Daniel van den Dyck, pittore e incisore fiammingo († 1670)
- Albert Eckhout, pittore olandese († 1665)
- François Eudes de Mézeray, storico francese († 1683)
- Bernardino Fernández de Velasco, generale e politico spagnolo († 1652)
- Ercole Ferrata, scultore italiano († 1686)
- Johann Karl von Frankenstein, vescovo cattolico tedesco († 1691)
- Ferdinando di Gonzaga-Nevers, nobile francese († 1632)
- William Goodsonn, ammiraglio inglese († 1680)
- Domenico Guargena, pittore italiano († 1663)
- Dionisio Guerri, pittore italiano († 1640)
- Germain Habert, religioso e poeta francese († 1654)
- Charles Hoole, pedagogista britannico († 1667)
- Jin Shengtan, scrittore, editore e critico letterario cinese († 1661)
- Edward King, poeta inglese († 1637)
- Michel Lambert, compositore, cantante e liutista francese († 1696)
- Francesco Lanfranchi, architetto italiano († 1669)
- Laura del Bosco Ventimiglia, nobile italiana († 1664)
- Francesco Lauri, pittore italiano († 1635)
- Juan Lozano, arcivescovo cattolico spagnolo († 1679)
- Henry Lucas, religioso e politico inglese († 1663)
- Anton Francesco Lucini, incisore e disegnatore italiano
- Niccolò I Ludovisi, nobile italiano († 1664)
- Niccolò Menghini, scultore italiano († 1665)
- Louise Moillon, pittrice francese († 1696)
- Natale Monferrato, compositore e direttore di coro italiano († 1685)
- Jacques Pousset de Montauban, drammaturgo francese († 1685)
- Matthew Newcomen, predicatore inglese († 1669)
- Michele Pace, pittore italiano († 1670)
- Paisio di Alessandria, arcivescovo ortodosso greco († 1678)
- Felice Passera, farmacista e scrittore italiano († 1702)
- Francesco Pescaroli, architetto e intagliatore italiano († 1679)
- Galeotto IV Pico della Mirandola, nobile italiano († 1637)
- Filippo Planzone, scultore italiano († 1636)
- Francesco Prestino, ingegnere italiano († 1648)
- Gilles Rousselet, incisore francese († 1686)
- Luca Saltarello, pittore italiano
- Giovanni Francesco Savaro, scrittore e oratore italiano († 1682)
- Paul Scarron, scrittore francese († 1660)
- Karel Škréta, pittore ceco († 1674)
- Giuseppe Tomasi, pittore italiano († 1672)
- Emmanuel Tzanes, pittore e presbitero greco († 1690)
- Federico Ubaldini, letterato e biografo italiano († 1657)
- Jan Vos, drammaturgo e vetraio olandese († 1667)
- Daniël de Blieck, pittore olandese († 1673)
- Simón de León Leal, pittore spagnolo († 1687)
- Antonio de Solís, drammaturgo e storico spagnolo († 1686)